# Østervrå
Østervrå is een plaats in de Deense regio Noord-Jutland, gemeente Frederikshavn. De plaats telt 1405 inwoners (2008) en maakt deel uit van de parochie parochie Torslev.

## Geboren
- Joakim Mæhle (20 mei 1997), Deens voetballer

- Virtual International Authority File: 308719822